# Nora Baldenweg
Nora Baldenweg (* 22. Juli 1981) ist eine schweizerisch-australische Musikproduzentin, Songwriterin, Musikerin und Kreativdirektorin (Mode).

## Leben
Nora Baldenweg wuchs in Australien und in der Schweiz auf. Ihre Mutter ist die Kunstmalerin Marie-Claire Baldenweg und ihr Vater ist der Musiker Pfuri Baldenweg.
2004 gründete sie zusammen mit ihren Geschwistern Diego Baldenweg und Lionel Vincent Baldenweg das Label Great Garbo. Zusammen komponierten und produzierten sie seither Musik für mehr als 20 Spielfilme und über 300 internationalen Werbekampagnen.
2014 komponierten sie die Musik zur globalen Dove-Beauty-Patch-Kampagne, die mit über 100 Millionen Youtube-Views zur bis dahin drittmeist gesehenen Online-Werbekampagne wurde.
Zudem komponieren sie Filmmusik für Spielfilme wie Michael Schaerers Lina und Die kleine Hexe, Rolf Lyssys Die letzte Pointe, Alain Gsponers Der letzte Weynfeldt, Michael Steiners Film Mein Name ist Eugen, Niklaus Hilbers Cannabis – Probieren geht über Regieren, Ziellos und Amateur Teens sowie Til Schweigers Head Full of Honey.
Im Herbst 2009 haben David Zinman und das Tonhalle-Orchester Zürich zum ersten Mal in ihrer Geschichte zusammen mit den Baldenwegs einen aufwendigen orchestralen Soundtrack für den Kinofilm 180° – Wenn deine Welt plötzlich Kopf steht aufgenommen.
Der mit ihrer Filmmusik untermalte Kurzfilm La Femme et le TGV mit der Schauspielikone Jane Birkin wurde 2017 für einen Oscar nominiert und ihre Filmmusik für den Spielfilm Zwingli wurde unter anderem mit dem Zürcher Kammerorchester und Daniel Hope eingespielt. Sie komponierten die gesamte Filmmusik zu Robert Lorenz’ Spielfilm "In the Land of Saints and Sinners" mit Liam Neeson, Kerry Condon und Ciarán Hinds welcher 2023 an den Internationalen Filmfestspielen von Venedig. premiere feierte.
2019 komponierten sie die komplette Originalmusik für die internationale Fernsehserie The Unlisted. von der Oscar-nominierten Produzentin Angie Fielder und Polly Staniford. Der Titelsong zur Serie ist ein offizielles Remake von Pink Floyds Welt-Hit Another Brick in the Wall. Das von Roger Waters persönlich genehmigte Remake wurde von den Baldenwegs arrangiert, produziert und eingespielt.
Für ihre Arbeiten erhalten sie regelmässig Preise wie 2006 zwei Preise für beste Musik vom Eidgenössischen Departement des Inneren (EDI), 2010 den SUISA Preis für beste Filmmusik (Spielfilm: 180° - Amok) am Internationalen Filmfestival Locarno,
2018 den Schweizer Filmpreis (beste Filmmusik) für Die kleine Hexe und 2019 den ersten Prix Walo für herausragende Leistungen im Bereich der Filmmusik.
2019 wurden sie bei den World Soundtrack Awards (Public Choice) für ihre Filmmusik zum Spielfilm Zwingli zum „Score of the Year“ nominiert.
Sie wurden in ihrer Karriere zudem mehrmals als "Finalist" für den „Music + Sound Award“ (International) nominiert.
Für ihre Originalmusik zu den TV-Serien The Unlisted, Itch und Born To Spy wurden sie jedes Mal für einen Australian Academy Award (AACTA) für „Best Original Music in TV“ nominiert.
Sie wurden bei den Movie Music UK Awards bereits zweimal (2019: Zwingli, 2023: In the Land of Saints and Sinners.) für "Score of the Year" nominiert.
Baldenweg ist Mitglied der World Soundtrack Academy, Art Directors Club Schweiz, der Europäischen Filmakademie, Schweizer Filmakademie und der Australian Academy of Cinema & Television Arts (AACTA).
Als Modejournalistin schrieb sie für diverse internationale Publikationen wie Russh, Vogue Taiwan, Indie, Nylon, Dazed, Material Girl und Wallpaper.
Ab Mai 2014 war sie zudem Chefredakteurin vom französischen Magazin Modzik. Seit 2017 arbeitet sie als Kreativdirektorin (Mode).
Nora Baldenweg lebt in Zürich und Paris.

## Filmografie
- 2004: Building the Gherkin – Regie: Mirjam von Arx
- 2004: The Ring Thing – Regie: Marc Schippert
- 2005: Mein Name ist Eugen – Regie: Michael Steiner
- 2005: Undercover – Regie: Sabine Boss
- 2005: Roger Federer-Replay – Regie: Christian Neu
- 2006: Cannabis – Probieren geht über Regieren Regie: Niklaus Hilber
- 2007: Liebe & Wahn – Regie: Mike Huber
- 2008: Marcello Marcello – Regie: Denis Rabaglia
- 2008: Gehrig kommt! – Regie: Marc Schippert
- 2010: 180° – Wenn deine Welt plötzlich Kopf steht (180°) – Regie: Cihan Inan
- 2010: Der letzte Weynfeldt – Regie: Alain Gsponer
- 2012: Draussen ist Sommer – Regie: Friederike Jehn
- 2013: Dinu – Regie: Simon Aeby
- 2013: Hylas und die Nymphen – Regie: Lisa Brühlmann
- 2014: Ziellos – Regie: Niklaus Hilber
- 2015: Amateur Teens – Regie: Niklaus Hilber
- 2016: Lina – Regie: Michael Schaerer
- 2016: La Femme et le TGV – Regie: Timo von Gunten
- 2017: Die letzte Pointe – Regie: Rolf Lyssy
- 2018: Die kleine Hexe – Regie: Michael Schaerer
- 2018: Head Full of Honey – Regie: Til Schweiger
- 2019: Zwingli – Regie: Stefan Haupt
- 2019: The Unlisted – Regie: Justine Flynn, Rhys Graham, Neil Sharma, Nicholas Verso, Lucy Gaffy, Rebecca O’Brien
- 2020: Itch – Regie: Renne Webster, Nicholas Verso
- 2021: The Life Underground - Regie: Loïc Hobi
- 2021: Tschugger - Showrunner/Regie: David Constantin (Originalmusik: Pilot Folge, Zusätzliche Musik: 1. Staffel)
- 2021: Itch 2 - Showrunner: Melanie Halsall, Regie: Nicholas Verso, Tenika Smith
- 2021: Born To Spy - Showrunner: Justine Flynn, Regie: Nicholas Verso, Chase Lee, Huyn Lee, Darlene Johnson, Neil Sharma, Justine Flynn
- 2023/24: In the Land of Saints and Sinners - Regie: Robert Lorenz

## Auszeichnungen
- 2024 – Nomination «Score of the Year»[6], Movie Music UK Awards, Amerika - Spielfilm: „In the Land of Saints and Sinners“
- 2024 – Nomination «Best Original Score for a Thriller/Horror Film»[7], Movie Music UK Awards, Amerika - Spielfilm: „In the Land of Saints and Sinners“
- 2024 – Nomination «Top Film Cues»[8], Film Tracks Awards, Amerika - Cue: "Irish Western Ballad" - „In the Land of Saints and Sinners“
- 2023 – Finalist «Best Artist + Brand Collaboration»[9], Music + Sound Awards (International), England - „KRUG X BALDENWEG - Krug Champagne“
- 2023 – Finalist «Best Original Composition in Branding»[10], Music + Sound Awards (International), England - „Krug Champagne“
- 2022 – Gewinner «Bronze: Film & Audio Craft - Music and Sound»[11], ADC Europe Awards, Spanien - Audio Branding: „Zurich Film Festival“
- 2022 – Nomination «Best Original Music in TV»[12], Australian Academy Award - AACTA, Australien - TV-Serie: „Born To Spy“
- 2022 – Finalist «Best Original Composition in a Short Film»[13], Music + Sound Awards (International), England - Film: „The Life Underground“
- 2022 – Finalist «Best Original Composition in Branding»[14], Music + Sound Awards (International), England - Audio Branding: „Zurich Film Festival“
- 2022 – Gewinner «Gold: Best Supplier Services»[15], Xaver Award for Excellence in Live Communications, Schweiz - Audio Branding: „Schweizer Filmpreis“
- 2021 – Gewinner «Beste Komponisten - Herausragende Leistungen in der Filmmusik»[16], 46th Prix Walo, Schweiz
- 2021 – Gewinner «SACEM Prix de la Meilleure Musique Originale»[17],  Festival International du Film Indépendent de Bordeaux, Frankreich – Film: „The Life Underground“
- 2021 – Finalist «Best Original Composition in Branding»[18], Music + Sound Awards (International), England - Audio Branding: „Schweizer Filmpreis“
- 2021 – Gewinner «ADC Bronze für Beste Musik»[19],  Art Directors Club, Schweiz – Audio Branding: „Schweizer Filmpreis“
- 2020 – Nomination «Best Original Music in TV»[20], Australian Academy Award – AACTA, Australien – TV-Serie: „Itch“
- 2020 – Nomination «Best Original Score for a Drama Film», Movie Music UK Awards, Amerika[21] – Spielfilm: The Reformer Zwingli
- 2020 – Nomination «Score of the Year (Top 10)», Movie Music UK Awards, Amerika[22] – Spielfilm: The Reformer Zwingli
- 2019 – Nomination «Best Original Music in TV», Australian Academy Award – AACTA, Australien - TV-Serie: „The Unlisted“
- 2019 – Nomination «Score of the Year (Public Choice)», World Soundtrack Awards, Belgien - Spielfilm:(Zwingli)
- 2018 – Finalist «Best Original Composition – Feature Film Score», Music + Sound Awards (International), England - Spielfilm: Die letzte Pointe
- 2018 – Gewinner „Beste Filmmusik“, Schweizer Filmpreis, Schweiz - Spielfilm: Die kleine Hexe
- 2017 – Finalist „Best Original Composition – Live Action Shorts“, Music + Sound Awards (International), England – Film: (La Femme et le TGV)
- 2015 – Shortlist „Beste Musik“, Art Directors Club, Schweiz – Werbekampagne: SWISS LIFE
- 2014 – Shortlist „Beste Musik“, Art Directors Club, Schweiz – Werbekampagne: SONY – NEX-5R
- 2011 – Nomination „beste Filmmusik“, Schweizer Filmpreis – Spielfilm: 180° - AMOK
- 2010 – Gewinner SUISA Preis für „Beste Filmmusik“, Internationales Filmfestival Locarno – Spielfilm: 180° - AMOK
- 2006 – Gewinner „Beste Musik“, Eidgenössisches Departement des Innern (EDI-Awards) - Werbekampagne: Love Life – Stop Aids
- 2006 – Gewinner „Beste Musik“, Eidgenössisches Departement des Innern (EDI-Awards) - Corporate Film: Kuoni

## Diskografie

### Singles
- DIEGO BALDENWEG with NORA BALDENWEG & LIONEL BALDENWEG: Another Brick in the Wall – 2019
- GREAT GARBO – 'O Sole Mio (Migros Sommersong) – 2015
- GREAT GARBO – Cells – 2013
- GREAT GARBO – Colour Symphony No. 2 – 2012
- SALTBAY – Boats – 2010
- KUTTI MC – Amok – 2010 (2 Gentlemen)
- LOS BIMBOS feat. Don of the Green Babylon – Hey Mr. President – 2010
- SALTBAY – Undercover – 2010
- LOS BIMBOS – Lucky Girl – 2010
- LOS BIMBOS – Go Go Marcello – 2009
- THE ALFORNOS feat. Heidi P – Lueg mi Aa – 2005 (TBA 9461-2)

### Alben

#### DIEGO BALDENWEG with NORA BALDENWEG & LIONEL BALDENWEG
- IN THE LAND OF SAINTS AND SINNERS - Original Motion Picture Soundtrack (Sony Music Masterworks)
- KRUG X BALDENWEG - La Célébration (Great Garbo)
- EYE TO THE WORLD - Zurich Film Festival Suite (Great Garbo)
- BORN TO SPY - Original Music for the TV Series (Great Garbo / Aquarius Films / Australian Broadcast Corporation)
- THE LIFE UNDERGROUND - Original Motion Picture Soundtrack (Great Garbo)
- SWISS FILM AWARD - Original Music (Great Garbo)
- THE UNLISTED – Original Music from the ABC/Netflix Series (Great Garbo / Aquarius Films / Australian Broadcast Corporation / Netflix)
- ZWINGLI – Original Motion Picture Soundtrack (Great Garbo)
- ZONE ROUGE – Original Motion Picture Soundtrack (Great Garbo)
- DIE KLEINE HEXE / THE LITTLE WITCH – Original Motion Picture Soundtrack (Kobrow / Great Garbo)
- DIE LETZTE POINTE – Original Motion Picture Soundtrack (Swiss Treasure Records)
- LA FEMME ET LE TGV – Original Motion Picture Soundtrack (Great Garbo)
- LINA – Original Motion Picture Soundtrack (Great Garbo)
- SUMMER OUTSIDE – Original Motion Picture Soundtrack (Great Garbo)
- 180° – Original Motion Picture Soundtrack (Great Garbo / Praesens – 642738912271 / 91227)
- DER LETZTE WEYNFELDT – Original Motion Picture Soundtrack (Great Garbo / Praesens – 642738912264 / 91226)
- MEIN NAME IST EUGEN – Original Motion Picture Soundtrack (Sony BMG 82876732352)

#### TRASH BAG
- FEED THE BAG (GreatGarbo 77751)